# Lignum nephriticum

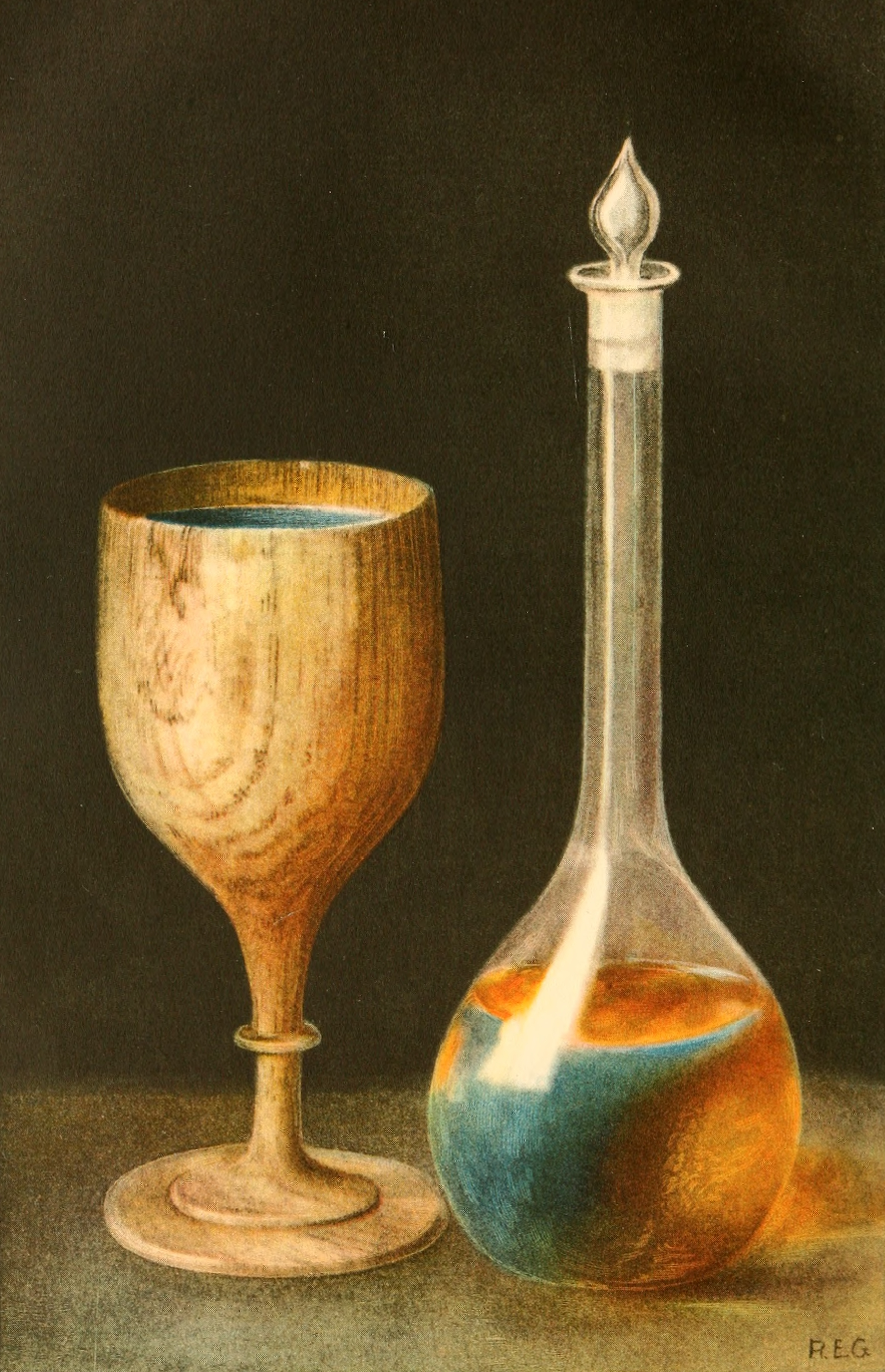
Taça de Lignum nephriticum feita da madeira da árvore narra (Pterocarpus indicus), e um frasco contendo sua solução fluorescente.

Lignum nephriticum (latim para "madeira-dos-rins") foi um diurético tradicional derivado da madeira de duas espécies de árvore, a narra (Pterocarpus indicus) e a madeira dos rins mexicana (Eysenhardtia polystacha). A madeira era capaz de alterar a cor da água com que entrasse em contanto, formando belos degradês opalescentes que alteravam-se dependendo do ângulo e da luz - o registro mais antigo do fenômeno da fluorescência. Devido a esta estranha propriedade, tornou-se bem conhecida na Europa a partir do século XVI até o começo do XVIII. Taças feitas de lignum nephriticum eram dadas como presente à realeza. Acreditava-se que a água bebida nestas taças, bem como pós e extratos importados de lignum nephriticum, tinha grandes propriedades medicinais.
O lignum nephriticum deriva-se da madeira-dos-rins mexicana conhecida na língua náuatle como coatli, coatl, ou cuatl ("cobra d'água") ou tlapalezpatli ("remédio cor-de-sangue"). Era tradicionalmente usado pelos astecas como diurético, antes do contato com a Europa. Similarmente, as taças de lignum nephriticum feitos da madeira narra eram parte de uma indústria nativa das Filipinas, antes da chegada dos espanhóis. As taças eram produzidas no sul de Luzon, particularmente na região de Naga. Nome tal que derivou-se da abundância de árvores narra, que eram conhecidas como naga na língua bicolana (literalmente "serpente" ou "dragão").